# Řád hořícího kopí
Řád hořícího kopí (anglicky: Order of the Burning Spear) je druhé nejvyšší státní vyznamenání Keňské republiky.

## Historie a pravidla udílení
Řád založil první prezident Keni Jomo Kenyatta dne 21. dubna 1966. Udílen je za mimořádně služby státu.

## Insignie
Řádový odznak má podobu stříbrného květu s osmi lístky. Uprostřed je kulatý medailon s červeně smaltovaný okrajem. Motiv ústředního výjevu se liší podle třídy. U první třídy je v medailonu vyobrazen státní znak Keni, u druhé třídy to je stojící lev držící v pravé přední tlapě kopí a vpravo s nápisem KENYA a u třetí třídy je ve středovém medailonu vyobrazen heraldický štít státního znaku.
Řádová hvězda se svým vzhledem shoduje s řádovým odznakem.
Stuha je červená z obou stran lemovaná úzkým bílým pruhem a s levým okrajem lemovaným černým a s pravým okrajem lemovaným zeleným pruhem. Barevným provedením tak odpovídá státní vlajce Keni.

## Třídy
Řád je udílen ve třech řádných třídách:
- náčelník (CBS)
- starší (EBS) – Řádový odznak se nosí na stuze kolem krku. Řádová hvězda se nosí na hrudi.
- moran (MBS) – Řádový odznak se nosí na stuze kolem krku. Řádová hvězda této třídě již nenáleží.